# オウバードフォースアフター
『オウバードフォースアフター』(AubirdForce After)は、バンダイより1998年10月22日に発売されたPlayStation用3次元戦術級シミュレーションゲーム。『オウバードフォース』の続編。

## 概要
前作『オウバードフォース』同様、3次元戦闘を柱としたターン制のウォー・シミュレーションゲーム。3次元を表現するために1マスを立方体として、xyz座標系のように積み重ねたマップでユニットを操作し進行する内容。
前作のセーブデータをコンバートする事で、ゲーム内容が変更される部分がある。

## 前作からの変更点
- 前作は一部を除き武装は全ユニットが換装を行えたが、本作は艦載機ユニットのみ換装となり、武装セットを選択する方式に変更された。
- ミサイルは種別の細分化が行われ、ロケットなどの誘爆効果は廃止された。
- 武装はレールガンが追加され、グレネード、サイドアーム、エクイップメントが廃止された。
- 艦載機ユニットは3機の小隊を1ユニットとし、1番機以外は無人機である。
- 上記に付随して無人機は撃墜されても母艦に帰投する事で補充が受けられる（回数に上限はある）が有人機は撃破されると撃墜となり小隊も壊滅したと扱われる。
- 人物のパラメータはスキル制の追加、パラメータ項目の減少、自由に成長出来る形式に変更された。
- ゲリラ戦主体であった前作に対し、本作は艦隊戦が主体になった。
- マップの表現も2Dマップを重ねて3Dマップとするという方法に変更された。

## ストーリー
レジナン事件より始まったデュミナス・デトロワ両国による惑星間紛争であったが、デトロワ軍が奇襲によってデュミナス本星の陥落に乗り出したため戦線が急速に拡大していた。デュミナス解放軍は戦線に対応しきれずに伸びきったデトロワの補給線を叩き、デトロワの支配惑星であるトノスの独立運動支援など後方撹乱でデトロワのデュミナス侵攻軍に孤立させる事に成功した。そして王都フェールが陥落してから1年4ヶ月、開戦からは2年後に、遂に解放軍は母星デュミナスの奪還に成功した。この本星の奪還は、長年デトロワと反発していた内惑星連合の支援があってのことであり、宗主国であったアマティスをはじめとしたエレミア星系内惑星連合はデトロワの力を削ぐために裏から様々な支援をデュミナスにしていた。
デュミナスが本星奪還後、再び攻勢を強めるべくデトロワは補給線を確立しつつ大艦隊で侵攻してきていた。だが、新たな火蓋が切られる前に、反デトロワに染まりつつある国際世論を背景に内惑星連合から提案された和平を承諾。これにより宇宙に再び平和を訪れるかに思われた。各国の代表団を乗せた艦艇が和平調印式の行われる宙域に集結したが、突如その宙域に国籍不明艦隊が現れ、各国の艦隊を襲撃し、結果、和平は水泡に帰してしまう。襲撃者の正体は依然不明のままのどの国もがもが怪しまれる中、再びデトロワはデュミナスに宣戦布告する。宇宙は混迷の渦に飲み込まれようとしていた。

## 登場兵器
括弧内は種別略称における表示名

### デュミナス王国軍
アマティスの移民者が開拓した惑星デュミナスは星系中最も若く、開拓指導者であったギリアム＝ファルケンハインを初代国王とする王政国家であった。ギリアムは、鉱物資源に乏しいデュミナスの国是を貿易と定め、僅か30年で著しい躍進を遂げさせた。良くも悪くも若い国で、リベラルな風習を持ち、国民の愛国心は高い。
直接防御力では5ヶ国内で最も高く、シールド性能も2番目に高い。反面、攻撃力は平均的。アサルトドローンの搭載比率が高め。
殊にコーバック級は軽巡クラスで唯一の大型アサルトドローン搭載艦である。
| 艦船 - テレダイン級駆逐艦（駆逐艦/DD） - コーバック級巡洋艦（軽巡洋艦/CL） - ブレナント級戦艦（巡洋戦艦/BC） - アレギウス級戦艦（戦艦/BB） - オルテウス級戦艦（戦艦/BB） - アムレード級航空母艦（航空母艦/CV） - レオニダス級航空母艦（航空母艦/CV） | 艦載機 - 戦闘機 レイモス（戦闘機/F） - 攻撃機 ガンボルト（攻撃機/A） - 戦闘攻撃機 ハーディー（戦闘攻撃機/F） - 汎用型スクワイエル タウロス - 重装型スクワイエル ガングート - 軽装型スクワイエル シグナス |

### デトロワ連邦軍
他国の同クラス艦と比べ全般的に見劣りのするスペックの艦が多いが、その分数が多く出てくる。
| 艦船 - デネヴァ級偵察艦（偵察艦/DD） - グーデフ級駆逐艦（駆逐艦/DD） - デーベルン級巡洋戦艦（巡洋戦艦/BC） - 改ドレニム級戦艦（戦艦/BB） - イェルムン級航空母艦（航空母艦/CV） - 改アルディア級巡洋戦艦（BC） - グロフス級超弩級戦艦（戦艦/BB） - ボルザック級重戦艦（FS） - ルモラン級警護艦（CL） - ロダ級護衛艦（DE） - ゼークトル級軽巡洋艦（CL） - バウェル級潜水艦（SS） - ミュグラ級補給艦（TR） - 改ミュグラ級仮装巡洋艦（TR） | 艦載機 - アロフ戦闘機 - ミューダ戦闘攻撃機 - フィガード戦闘攻撃機 - Z-333攻撃機 - 軽装型スクワイエルC58ダイン - 汎用スクワイエルD43ディオール - 汎用スクワイエルJD5モルギウ - 重装型スクワイエルG3ゾフィエフ |

### オルキス連邦軍(統合宇宙軍)
シールド値はデトロワと同程度。直接防御力では主力艦の前二クラスはラファリエス皇国軍のそれと同程度だが、後ろ二クラスはデュミナス王国軍やアマティス公国軍にひけを取らぬものになっている。
| 艦船 - ガートヴァル級駆逐艦（駆逐艦/DD） - ガストーニュ級重巡洋艦（重巡洋艦/CA） - ソルデューヌ級航空母艦（航空母艦/CV） - トリニダート級戦艦（戦艦/BB） - エルガウェイン級戦艦（戦艦/BB） - 改エルガウェイン級 - バーナント級戦艦（戦艦/BB） | 艦載機 - ヴェレスタ戦闘機 - レクサール攻撃機 - エリュスト戦闘機 - リューヴェル戦闘攻撃機 - ソグルラータ汎用スクワイエル - ジグレータ汎用スクワイエル - ロザイル重装スクワイエル |

### ラファリエス皇国軍
内惑星連合に所属する人類発祥の地。長きにわたった中央支配体制が崩壊した後、現在まで「君臨すれども統治せず」をモットーとした皇族のもと民主主義を基盤とした政治が行われている。最近では国粋主義が台頭し、歴史と伝統を持つラファリエスの、かつての栄光を取り戻そうという声が高まっている。

主力艦は耐久力に比して直接防御力は低い。シールド値はシルグノーム級を除き、デトロワ軍よりましといった程度。大型AD兵器であるガロッグ7は射程、威力が大きい反面、弾数が少ない。ガムシュ級はプレイヤーユニットではアサルトドローンを搭載しておらず、軽巡クラスとしては脚が遅い。
| 艦船 - シンゴラ級駆逐艦（駆逐艦/DD） - イスルギン級駆逐艦 - ガムシュ級軽巡洋艦（軽巡洋艦/CL） - スカウカル級巡洋戦艦（巡洋戦艦/BC） - サンカリ級戦艦（戦艦/BB） - ベイシャイン級航空母艦 - シルグノーム級巡洋戦艦 - ヴァルダーナ級要塞艦 | 艦載機 - ガルヴァ戦闘機 - フェルデ攻撃機 - ディルドウ戦闘攻撃機 - 軽装スクワイエル グェンダイ - 汎用スクワイエル ギーンベルン |

### アマティス国防軍
各国の中でシールド値が一番高い。グレイジャス級とレオターク級は直接防御力に難点があるものの、他のユニットはそこそこ高い。
| 艦船 - コンスロート級駆逐艦（駆逐艦/DD） - レオターク級軽巡洋艦（軽巡洋艦/CL） - ビッズワール級重巡洋艦(重巡洋艦/CA) - ダグレント級戦艦（戦艦/BB） - グレイジャス級航空戦艦(航空戦艦/BV) | 艦載機 - スマッジ戦闘機 - スーペラン攻撃機 - ファーデット戦闘攻撃機 - 汎用スクワイエル ゼッツァー - 重装スクワイエル ビーコック |

## 評価
電撃PlayStationDPSソフトレビューでは60、75の135点。レビュアーは画面が暗すぎて敵味方の位置が判断し辛い、メニューやデータは英語と数字だらけでカーソルや視点はうまく操作できず移動するだけでも説明書を読みながらプレイしなければならない、NPCターンをスキップさせて欲しかった、戦闘がたるいといった敷居がかなり高く前作を知らない人にも気配りが必要な惜しいゲームだとしたが、ゲーム自体は練り込まれていて楽しさを実感できたら中毒性が結構ある重厚な世界観やマルチシナリオを楽しめるSLGファンや前作ファン向けだとした。

## 関連商品
サウンドトラック
『オウバードフォースアフター』 - BANDAIMUSIC